# Tael

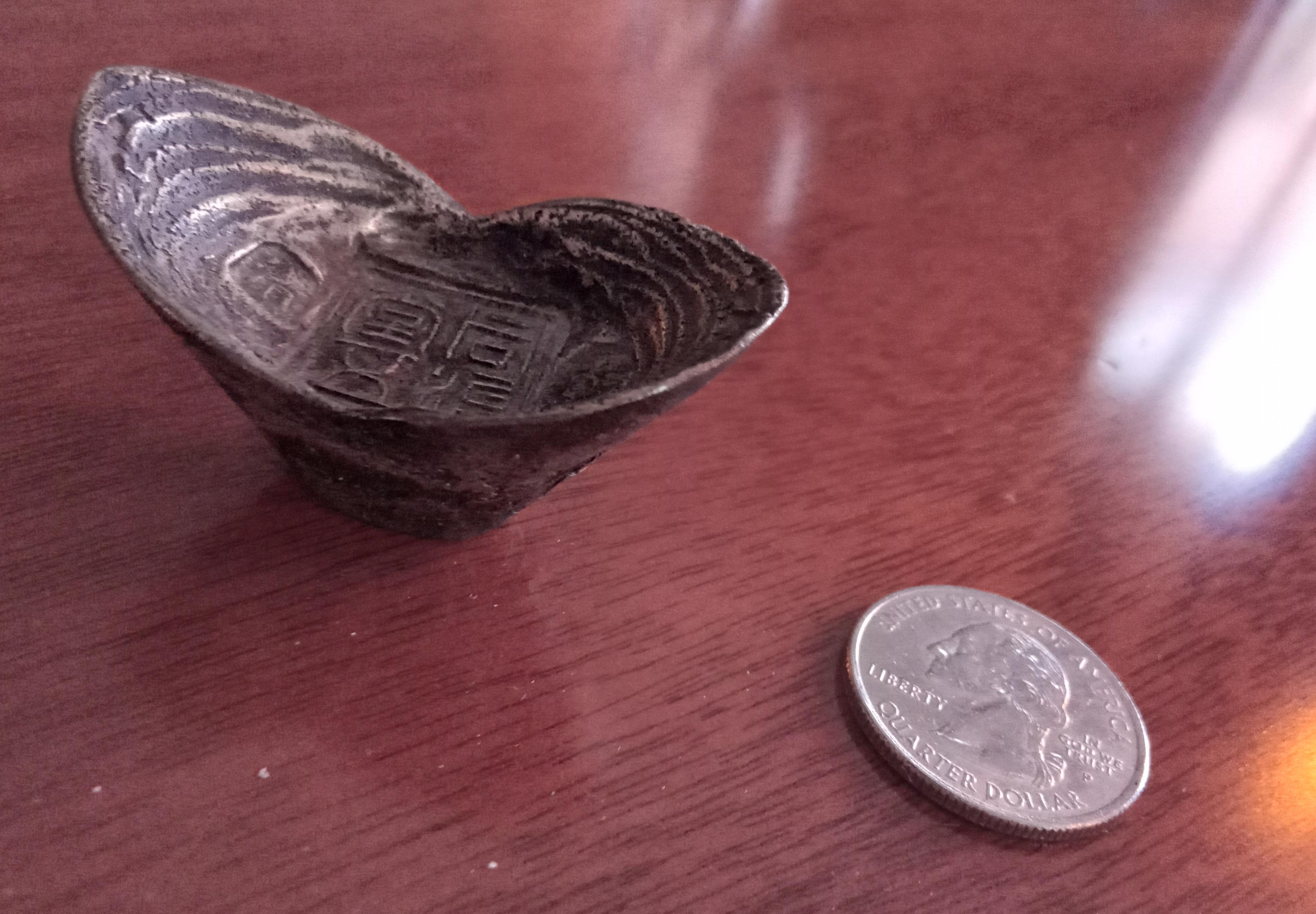
Taeles de plata.

Un tael (en chino tradicional, 兩; en chino simplificado, 两; pinyin, liǎng) es una unidad de peso utilizada tradicionalmente en el Asia Oriental que equivale a unos 40 gramos. Apareció en China antes de la dinastía Han, posteriormente se transmitió a Japón, a la península de Corea y a Vietnam. A lo largo de la Historia, y dependiendo del lugar, el peso del tael no necesariamente fue siempre exactamente igual. Tradicionalmente la convención es que un jin (斤) equivale a 16 taels (两), tal y como atestigua un antiguo chengyu chino que dice "medio jin ocho taels" (半斤八两) y que da a entender que estamos ante dos situaciones iguales.